# Serviço Voluntário Europeu

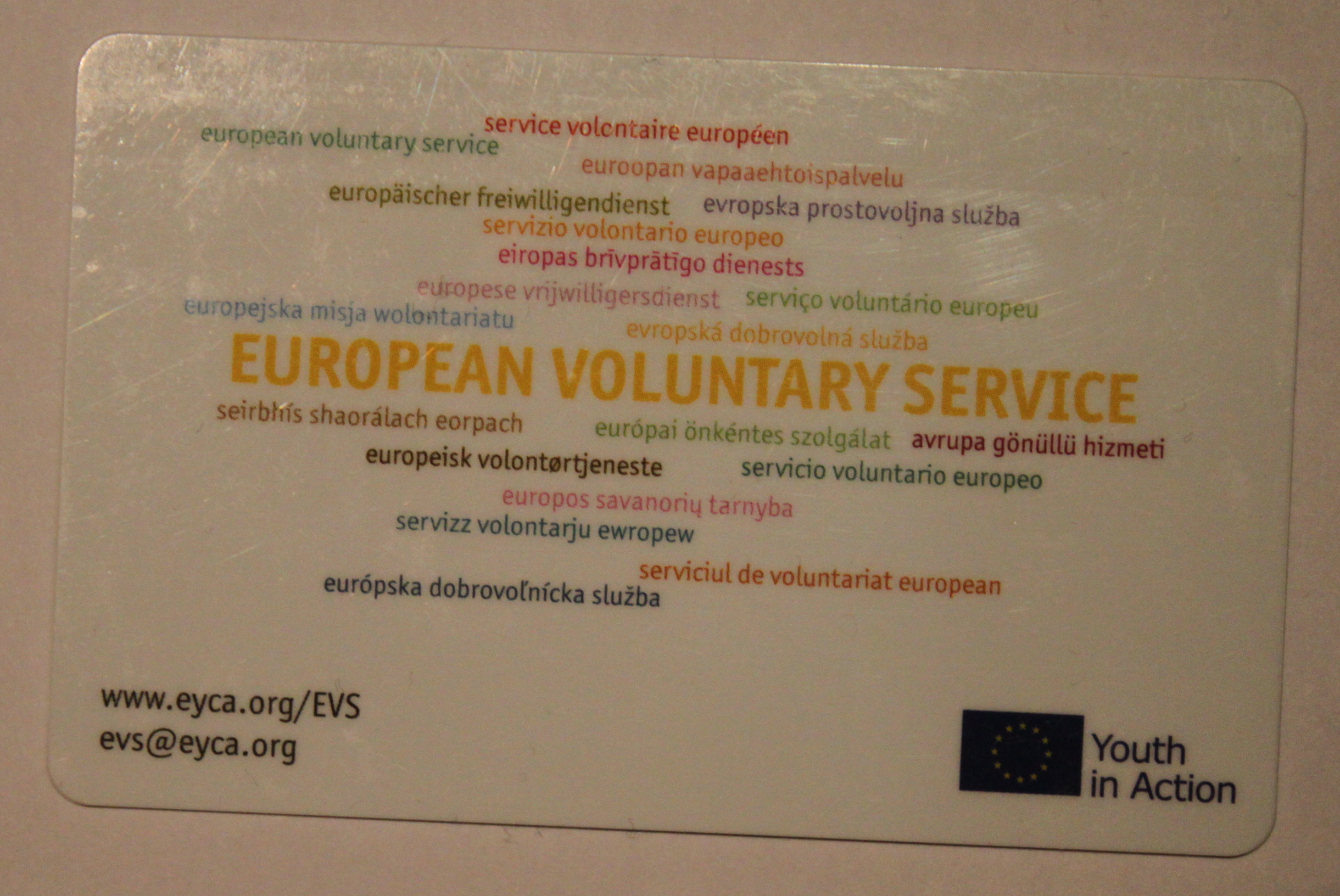
O verso do Cartão Europeu de Juventude de um voluntário SVE.

Serviço Voluntário Europeu (SVE; em língua inglesa: European Voluntary Service — EVS) , é uma ação do programa para a juventude da Comissão Europeia que permite a pessoas jovens (17–30 anos) tornar-se voluntário noutro país por um período específico, normalmente entre 2–12 meses. As atividades do serviço podem ser, por exemplo, no campo do ambiente, artes e cultura, atividades com crianças, jovens ou a terceira idade, património ou atividades de desporto e leitura. Cada projeto tem três parceiros, o voluntário, a organização de envio e a organização anfitriã. O projeto tem que ter lugar num país diferente de onde vive o voluntário, é uma ação não lucrativa e não remunerada e decorre por um período limitado (máximo 12 meses).
No novo período de programação da União Europeia 2014-2020, o SVE está incluído no Programa Erasmus+.
O SVE é uma experiência de aprendizagem no âmbito da educação não formal, em que as pessoas jovens voluntárias melhoram ou adquirem competências para o seu desenvolvimento pessoal, educativo e profissional, assim como para a sua integração social.

## Destinos
Permite aos jovens de 17 a 30 anos de partir como voluntário numa associação ou numa coletividade para um dos países elegíveis :
- Os países « Programa » (os 28 países da União Europeia assim como a Suíça, o Liechtenstein, a Noruega, Islândia e Turquia).
- Os países « Parceiros vizinhos da UE » : países da Europa do Sudeste (Albânia, Bósnia-Herzegovina, Macedônia do Norte, Montenegro, Sérvia), países da Europa oriental e Cáucaso (Arménia, Azerbaijão, Bielorrússia, Geórgia, Moldávia, Rússia, Ucrânia), os países parceiros mediterrâneos (Argélia, Egito, Israel, Jordânia, Líbano, Marrocos, Autoridade palestiniana da Cisjordânia e da Faixa de Gaza, Síria, Tunísia).
- Assim como os outros países parceiros do resto do mundo : países ACP de África, Caraíbas, Pacifico, América Latina, Ásia.

## Aspeto financeiro

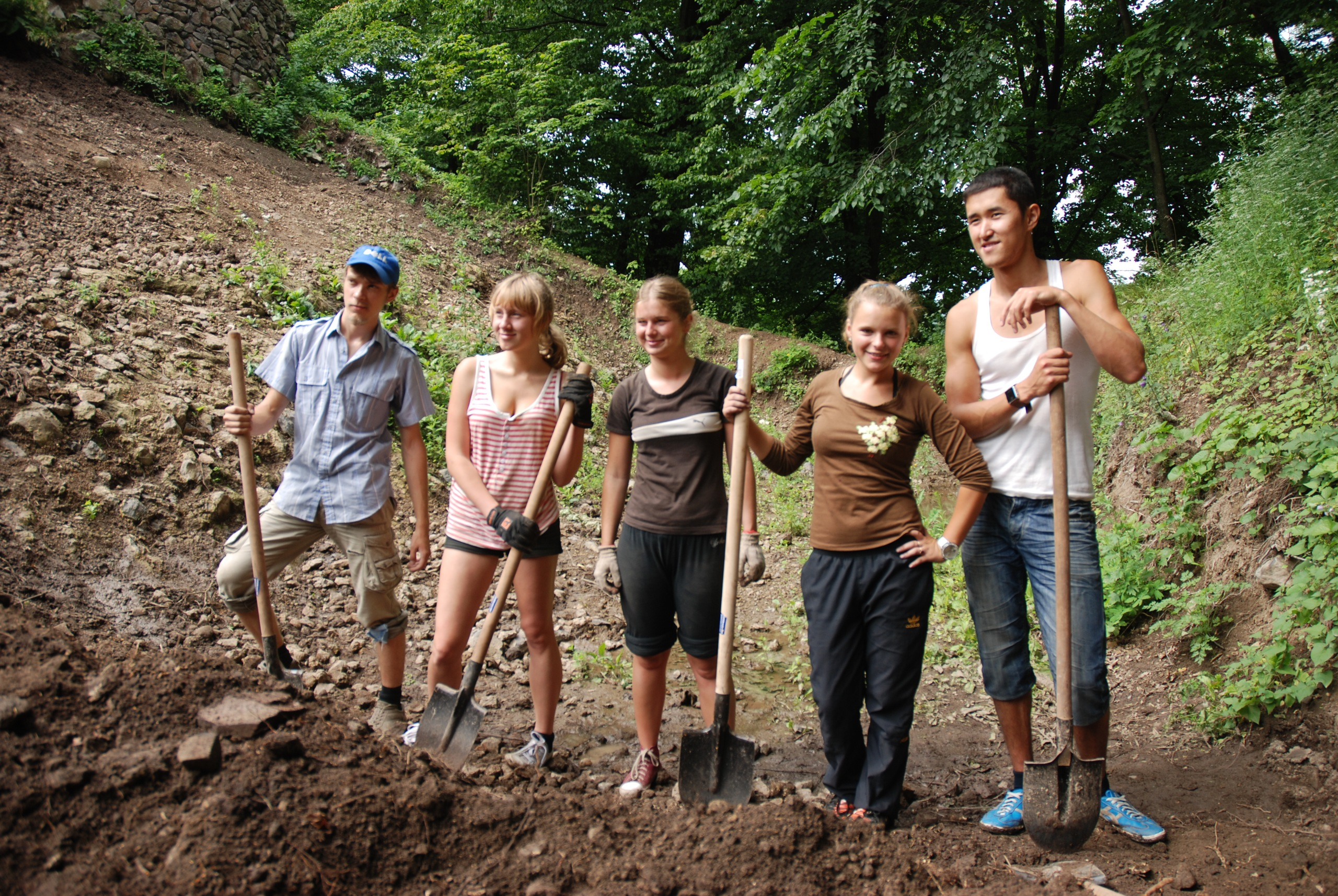
Voluntários fazendo trabalhos de reconstrução em Castelo de Nevytsky, Ucrânia ocidental.

O programa subvenciona por completo:
- os gastos de viagem
- o alojamento
- a manutenção
- o visto (se necessário)
- o seguro
- e um pequeno pagamento que varia segundo o país (sempre inferior a 200€)

Os jovens voluntários que realizem um SVE poderão receber um serviço de apoio linguístico em linha, serviço que se tem vindo a implementar ao longo do programa.

## Duração
As possibilidades de saída vão desde 3 semanas a 6 meses (estância curta) e de 6 meses a 1 ano (estância longa). É possível fazer uma estância longa depois de uma curta mas o contrário não é possível.
As datas para enviar os pedidos são 1 de fevereiro, 1 de abril, 1 de junho, 1 de setembro e 1 de novembro. É necessário geralmente contar com seis meses para preparar uma ficha.

## Procedimento
O primeiro passo de um voluntário prospetivo é procurar e contactar uma organização de envio e simultaneamente consultar a base de dados de projetos aprovados.
Todos os voluntários que tenham completado o seu projeto SVE têm direito a um certificado chamado Youthpass outorgado pelo chefe da Agência de Juventude nacional. Este certificado valida o período do serviço de voluntariado e providencia detalhes das atividades nas quais eles estiveram envolvidos. Voluntários dos países envolvidos também têm a possibilidade de beneficiar de outras atividades do Programa para a Juventude da Comissão Europeia, e estar envolvidos noutros programas da Comunidade em geral.
Na Áustria, devido às regulações de conscrição, o SVE é reconhecido como um serviço alternativo ao obrigatório serviço nacional nas Forças Armadas Austríacas ou ao serviço alternativo regular chamado Zivildienst.

### Etapas
Um projeto de SVE compreenderá as seguintes etapas:
- Preparação: incluindo as disposições práticas, a seleção dos participantes, a colocação em marcha dos acordos com as organizações parceiras e os jovens, a preparação intercultural/linguística relacionada com as tarefas dos assistentes antes da saída.
- Realização das atividades de mobilidade.
- Seguimento: incluindo a avaliação das atividades, o reconhecimento formal (se for aplicável) da aprendizagem dos voluntários durante o projeto, assim como a difusão e uso dos resultados dos projetos.

### Componentes
Um projeto de SVE consta de três componentes essenciais:
- O serviço: o voluntário é acolhido por uma organização num país distinto do seu país de residência durante um tempo determinado.
- Apoio continuado ao voluntário: as organizações devem proporcionar apoio antes, durante e depois do Serviço de Voluntariado. O apoio é pessoal, relacionado com as tarefas, apoio linguístico e administrativo (seguro, visto, permissão de residência).
- O ciclo de formação do SVE: o SVE supõe uma situação de aprendizagem para o jovem em todos os sentidos. A formação do voluntário/a é obrigatória. O seu objetivo é guiar os voluntários/as ao longo de todo o processo de aprendizagem antes, durante e depois do seu serviço voluntário no estrangeiro.

### Serviço de Apoio Linguístico em Linha
- Serviço de apoio linguístico em linha da Comissão Europeia
- Apoio linguístico em linha Erasmus+

### Certificados de reconhecimento das aprendizagens
- Certificado Europass
- Certificado Youthpass

### Plataformas e redes de organização do Programa Erasmus+
- Associação Internacional sem fins lucrativos Eurodesk

- Erasmus+ Project Results Platform
- Eurydice
- eTwinning
- SALTO-YOUTH
- School Education Gateway
- ePlatform for Adult Learning in Europe (EPALE)

### Agências nacionais de Portugal
- Agência Nacional para a gestão do programa Juventude em Ação

- Agência Nacional Erasmus+ Educação e Formação

### Coletividades e associações parceiras
- Associação Juvenil ProAtlântico
- Joint Associazione di promozione sociale